# مانوئل کانچا
مانوئل کانچا (سوئدی: Manuel Concha؛ زادهٔ ۲۴ اکتبر ۱۹۸۰) کارگردان فیلم، فیلم‌نامه‌نویس اهل سوئد است.